# Benjamin Pavard
Benjamin Pavard (Maubeuge, 28 maart 1996) is een Frans voetballer die doorgaans als rechtsback speelt. Hij verruilde VfB Stuttgart in juli 2019 voor Bayern München. In de zomer van 2023 bereikte Internazionale een akkoord met FC Bayern München voor een bedrag van circa 32 miljoen voor de vleugelverdediger. Hij tekent een contract tot juni 2028. Pavard debuteerde in 2017 in het Frans voetbalelftal.

## Clubcarrière

### Lille
Pavard speelde vanaf zijn achtste in de jeugd van US Jeaumont, tot hij 2005 werd opgenomen in de jeugd van Lille OSC. Hiervoor debuteerde hij op 31 januari 2015 onder trainer René Girard in het eerste elftal. Hij speelde toen een volledige wedstrijd in de Ligue 1, uit tegen Nantes (1–1). Pavard maakte in twee seizoenen in het eerste van Lille drie trainers mee, maar kreeg onder geen van drie een vaste basisplaats.

### VfB Stuttgart
Pavard verruilde Lille in augustus 2016 voor het in het seizoen daarvoor uit de Bundesliga gedegradeerde VfB Stuttgart. Hier groeide hij onder trainer Hannes Wolf wel uit tot basiskracht. Hij kwam in zijn eerste seizoen 21 speelronden in actie en werd dat jaar samen met zijn ploeggenoten kampioen in de 2. Bundesliga. Pavard maakte daarbij op 3 oktober 2016 zijn eerste profdoelpunt. Hij zette Stuttgart toen op 3–0 in een met 4–0 gewonnen competitiewedstrijd thuis tegen Greuther Fürth. Pavard debuteerde in het seizoen 2017/18 in de Bundesliga en speelde dat jaar iedere competitiewedstrijd van begin tot eind. Hij was ook een vaste basisspeler in het seizoen 2018/19. Zijn ploeggenoten en hij degradeerden aan het eind daarvan na play-offs tegen Union Berlin.

### Bayern München
Pavard daalde niet mee af naar de 2. Bundesliga. Hij had in januari 2019 al een contract tot medio 2024 getekend bij Bayern München, dat €35.000.000,- voor hem betaalde aan Stuttgart. Deze overgang ging in juli 2019 in. Pavard werd onder trainer Niko Kovač ook bij Bayern meteen basisspeler en maakte op 3 augustus in de DFL-Supercup tegen Borussia Dortmund (0-2 verlies) zijn debuut voor de club. In de derde speelronde tegen FSV Mainz 05 maakte Pavard zijn eerste goal voor Bayern. Hij bleef ook basisspeler toen Hans-Dieter Flick in november 2019 Kovač opvolgde als hoofdtrainer. Pavard kwam dat seizoen voor het eerst uit in de UEFA Champions League. Hij won dat jaar meteen de Champions League-finale door Paris Saint-Germain met 1-0 te verslaan. Pavard bekeek die wedstrijd vanaf de bank. Wel speelde hij negentig minuten in de DFB-Pokal-finale van dat jaar, waarin Bayern Bayer Leverkusen met 4-2 versloeg.
Op 24 september 2020 speelde Pavard de volle 120 minuten in de UEFA Super Cup tegen UEFA Europa League-winnaar Sevilla FC, dat met 2-1 werd verslagen. Zes dagen later stond Pavard in de basis in de Supercup tegen Borussia Dortmund, die in tegenstelling tot het vorige jaar ditmaal gewonnen werd door Bayern. Op 11 februari 2021 scoorde Pavard de enige treffer in de finale van de WK voor clubs tegen Tigres. Dat seizoen werd Bayern München opnieuw landskampioen, Pavard speelde mee in 24 van de 34 competitiewedstrijden. Het seizoen erop werd Pavard voor de derde keer kampioen van Duitsland, ditmaal speelde hij 25 wedstrijden mee.
Het seizoen 2022/23 begon met de komst van concurrent Noussair Mazraoui, die hem langzaam maar zeker naar de reservebank stuurde. Wel stond hij door blessureleed van Matthijs de Ligt en Lucas Hernández geregeld centraal achterin samen met landgenoot Dayot Upamecano. Toch groeide de ontevredenheid bij Pavard. In vier seizoenen kwam Pavard tot 162 wedstrijden voor Bayern, waarin hij goed was voor twaalf

### Internazionale
In de zomer van 2023 vertrok Pavard naar Internazionale, dat de Fransman als een ideale speler zag voor in hun driemansdefensie. Bayern ontving 30 miljoen euro voor Pavard. Op 24 september maakte Pavard tegen Empoli FC zijn debuut voor Inter. In zijn eerste seizoen in Italië won Pavard de Serie A en de Supercoppa. Hij kwam tot 31 wedstrijden in alle competities. 

## Clubstatistieken
| Seizoen     | Club           | Competitie    | Competitie | Competitie | Beker | Beker | Internationaal | Internationaal | Totaal | Totaal |
| Seizoen     | Club           | Competitie    | Wed.       | Dlp.       | Wed.  | Dlp.  | Wed.           | Dlp.           | Wed.   | Dlp.   |
| ----------- | -------------- | ------------- | ---------- | ---------- | ----- | ----- | -------------- | -------------- | ------ | ------ |
| 2014/15     | Lille OSC      | Ligue 1       | 8          | 0          | 0     | 0     | 0              | 0              | 8      | 0      |
| 2015/16     | Lille OSC      | Ligue 1       | 13         | 0          | 4     | 0     | —              | —              | 17     | 0      |
| Club totaal | Club totaal    | Club totaal   | 21         | 0          | 4     | 0     | 0              | 0              | 25     | 0      |
| 2016/17     | VfB Stuttgart  | 2. Bundesliga | 21         | 1          | 0     | 0     | —              | —              | 21     | 1      |
| 2017/18     | VfB Stuttgart  | Bundesliga    | 34         | 1          | 2     | 0     | —              | —              | 36     | 1      |
| 2018/19     | VfB Stuttgart  | Bundesliga    | 29         | 0          | 0     | 0     | —              | —              | 29     | 0      |
| Club totaal | Club totaal    | Club totaal   | 84         | 2          | 2     | 0     | 0              | 0              | 86     | 2      |
| 2019/20     | Bayern München | Bundesliga    | 32         | 4          | 7     | 0     | 8              | 0              | 47     | 4      |
| 2020/21     | Bayern München | Bundesliga    | 24         | 0          | 2     | 0     | 10             | 1              | 36     | 1      |
| 2021/22     | Bayern München | Bundesliga    | 25         | 0          | 1     | 0     | 10             | 0              | 36     | 0      |
| 2022/23     | Bayern München | Bundesliga    | 30         | 4          | 4     | 1     | 9              | 2              | 43     | 7      |
| 2023/24     | Bayern München | Bundesliga    | 0          | 0          | 1     | 0     | —              | —              | 1      | 0      |
| Club totaal | Club totaal    | Club totaal   | 111        | 8          | 14    | 1     | 37             | 3              | 162    | 12     |
| 2023/24     | Internazionale | Serie A       | 23         | 0          | 3     | 0     | 5              | 0              | 31     | 0      |
| Club totaal | Club totaal    | Club totaal   | 23         | 0          | 3     | 0     | 5              | 0              | 31     | 0      |
| Totaal      | Totaal         | Totaal        | 239        | 10         | 23    | 1     | 42             | 3              | 304    | 14     |

Bijgewerkt t/m seizoen 2023/24

## Interlandcarrière
Pavard maakte deel uit van verschillende Franse nationale jeugdteams. Hij speelde twee wedstrijden voor Frankrijk –19 deel op het EK –19 van 2015 en was basisspeler van Frankrijk –21 op het EK –21 van 2017. Pavard debuteerde op 10 november 2017 onder bondscoach Didier Deschamps in het Frans voetbalelftal, in een met 2–0 gewonnen oefeninterland tegen Wales. Hij was ook Deschamps' vaste rechtsback tijdens het gewonnen WK 2018 in Rusland. Pavard maakte op 30 juni 2018 zijn eerste interlanddoelpunt, de 2–2 tijdens de met 4–3 gewonnen achtste finale tegen Argentinië. Dit doelpunt werd door de FIFA verkozen tot mooiste doelpunt van het toernooi. Pavard werd op 16 mei 2024 door Deschamps opgenomen in de Franse selectie voor het EK 2024 in Duitsland. Frankrijk overleefde een groep met Oostenrijk, Nederland en Polen en schakelde vervolgens België en Portugal uit, maar verloor in de halve finales met 2–1 van Spanje. Pavard kwam op het toernooi niet in actie.

## Erelijst
| Competitie            |               |                                    |
| Competitie            | Aantal        | Jaren                              |
| VfB Stuttgart         | VfB Stuttgart | VfB Stuttgart                      |
| --------------------- | ------------- | ---------------------------------- |
| 2. Bundesliga         | 1x            | 2016/17                            |
| Bayern München        |               |                                    |
| UEFA Champions League | 1x            | 2019/20                            |
| UEFA Super Cup        | 1x            | 2020                               |
| FIFA Club World Cup   | 1x            | 2020                               |
| Bundesliga            | 4x            | 2019/20, 2020/21, 2021/22, 2022/23 |
| DFB-Pokal             | 1x            | 2019/20                            |
| DFL-Supercup          | 2x            | 2020, 2021                         |
| Internazionale        |               |                                    |
| Serie A               | 1x            | 2023/24                            |
| Supercoppa            | 1x            | 2023                               |

| Competitie          | Winnaar   | Winnaar   | Runner-up | Runner-up | Derde     | Derde     |
| Competitie          | Aantal    | Jaren     | Aantal    | Jaren     | Aantal    | Jaren     |
| Frankrijk           | Frankrijk | Frankrijk | Frankrijk | Frankrijk | Frankrijk | Frankrijk |
| ------------------- | --------- | --------- | --------- | --------- | --------- | --------- |
| FIFA WK             | 1x        | 2018      | 1x        | 2022      |           |           |
| UEFA Nations League | 1x        | 2020/21   |           |           |           |           |